# 695
سنة 695 م كانت سنة بسيطة تبدأ يوم الجمعة (الرابط يظهر نموذج التقويم الكامل للسنة) من التقويم اليولياني. بدأت تسمية السنة ب695 منذ العصور الوسطى المبكرة، عندما أصبح تقويم أنو دوميني هو الأسلوب السائد في أوروبا لتسمية السنوات.

## مواليد
- زيد بن علي
- القاسم بن مجاشع التميمي

## وفيات
- مجاعة بن سعر التميمي
- حريث بن محفض التميمي شاعر مخضرم.
- روبرت الأول، أسقف تور
- زهير بن قيس البلوي
- يوسف بن الحكم الثقفي